# Selecké kamenné more
Selecké kamenné more je přírodní památka v katastrálním území obce Selec v okrese Trenčín v Trenčínském kraji na Slovensku. Území bylo vyhlášeno  v roce 1985 a jeho rozloha je 4,83 hektaru. Předmětem ochrany je kamenné moře v Považském Inovci.